# Juan Guzmán (baseball)
Juan Andrés Guzmán Correa (né le 28 octobre 1966 à Saint-Domingue en République dominicaine) est un ancien lanceur droitier de baseball.
Il joue dans les Ligues majeures de baseball de 1991 à 2000, notamment, pour les Blue Jays de Toronto de 1991 à 1998. 
Invité au match des étoiles en 1992, ce lanceur partant fait partie des équipes des Blue Jays qui remportent les Séries mondiales de 1992 et 1993 et se distingue avec une moyenne de points mérités de 2,44 pour Toronto dans les séries éliminatoires de 1991 à 1993.

## Carrière

### Blue Jays de Toronto
Juan Guzmán signe son premier contrat professionnel en 1985 avec les Dodgers de Los Angeles. Après trois saisons de ligues mineures, Guzmán est échangé par les Dodgers aux Blue Jays de Toronto le 22 septembre 1987 contre Mike Sharperson, un joueur de champ intérieur. La transaction ne satisfait par les Blue Jays à l'origine, ceux-ci cherchant à acquérir de Los Angeles le joueur de champ intérieur José Offerman, mais les Dodgers insistent pour qu'ils prennent Guzmán, ce qui s'avérera un coup de maître involontaire des Torontois. Juan Guzmán fait ses débuts dans le baseball majeur avec les Blue Jays le 7 juin 1991 et a un impact immédiat sur les résultats de l'équipe.

#### Saison 1991
Malgré sa première promotion tardive dans les majeures, Guzmán est l'un des meilleurs joueurs recrues du baseball en 1991 et termine second du vote de fin d'année désignant la recrue de l'année de la Ligue américaine, derrière le lauréat Chuck Knoblauch des Twins du Minnesota. En 23 départs pour Toronto à sa première année, Guzmán remporte 10 victoires contre seulement 3 défaites et remet une moyenne de points mérités de 2,99 en 138 manches et deux tiers lancées. Il aide les Jays à remporter le titre de la division Est de la Ligue américaine et effectue un départ, qui lui vaut une victoire, contre les Twins dans la Série de championnat 1991 de la Ligue américaine, perdue par Toronto.

#### Saison 1992
Guzmán maintient la meilleure moyenne de points mérités des lanceurs partants des Blue Jays en 1992 : 2,64 en 28 départs et 180 manches et deux tiers lancées. À la mi-saison, il honore sa seule sélection en carrière au match des étoiles et il complète l'année avec son record en carrière de 16 victoires, contre seulement 5 défaites. Il est le lanceur gagnant des 3e et 6e matchs de la Série de championnat 1992 contre les Athletics d'Oakland, qui donne aux Jays leur premier titre de la Ligue américaine. Au cours de ces deux matchs, il n'accorde que 3 points en 13 manches lancées, pour une moyenne de points mérités de 2,08.
Le 20 octobre 1992, Juan Guzmán a l'honneur d'effectuer le premier lancer de l'histoire des Séries mondiales au Canada, lorsqu'il fait face à Otis Nixon des Braves d'Atlanta pour débuter au SkyDome de Toronto le 3e match de la finale. Guzmán n'est pas impliqué dans la décision, mais limite les Braves à deux points (un seul mérité) en 8 manches lancées avant que Candy Maldonado ne procure la victoire aux Blue Jays en fin de 9e manche. 

#### Saison 1993
Guzmán fait partie des équipes des Blue Jays championnes de la Série mondiale 1992 et de la Série mondiale 1993. En 1993, malgré une moyenne de points mérités fortement en hausse (3,99 en 221 manches lancées), il ne subit que 3 défaites contre 14 victoires en saison régulière et réalise son record personnel de retraits sur des prises en une saison (194), ce qui le place au 3e rang des lanceurs de la Ligue américaine. Même s'il ne s'agit pas de sa meilleure campagne, 1993 est la seule saison où le droitier est considéré pour le trophée Cy Young du meilleur lanceur, alors qu'il prend le 7e rang du vote de fin d'année. Guzmán élève son jeu une nouvelle fois dans les séries éliminatoires. Il est le partant des 1er et 5e matchs de la Série de championnat 1993, inscrivant chaque fois une victoire contre Chicago, n'allouant que 3 points mérités en 13 manches pour une moyenne de 2,08. Malgré un seul point mérité accordé en 7 manches dans le 5e duel de la Série mondiale, il encaisse sa seule défaite en carrière dans les éliminatoires, mais Toronto réussit plus tard à vaincre les Phillies de Philadelphie pour un second titre en deux ans.

#### Saison 1996
Après deux saisons inégales, Guzmán revient en force pour les Blue Jays avec la meilleure moyenne de points mérités des lanceurs de la Ligue américaine en 1996 : 2,93 en 187 manches et deux tiers lancées. Il possède aussi la meilleure WHIP (1,124) et le meilleur ratio de retrait sur des prises par but-sur-balles accordé (3,1) dans l'Américaine cette saison-là.

### Dernières saisons

#### Baltimore et Cincinnati
Opéré à l'épaule en septembre 1997, vers la fin d'une saison difficile durant laquelle il est limité à 13 départs, Guzmán est échangé aux Orioles de Baltimore le 31 juillet 1998 contre le lanceur droitier Nerio Rodríguez. Après un passage difficile à Baltimore (moyenne de 4,20 en 32 départs au total en 1998 et 1999), il est échangé un an plus tard, passant cette fois aux Reds de Cincinnati le 31 juillet 1999 en retour du lanceur gaucher B. J. Ryan. Pour les Orioles et les Reds, Guzmán lance 200 manches en 1999, sa dernière saison complète dans les majeures, et remet une moyenne de points mérités de 3,74. 

#### Tampa Bay
En janvier 2000, il signe un contrat de deux saisons avec les Devil Rays de Tampa Bay pour 12 millions de dollars. Il monte sur la butte pour son premier départ lors du 5e match de la saison 2000 des Rays le 7 avril, lance une manche et deux tiers et quitte après son 55e lancer, blessé à l'épaule. C'est son dernier match dans les majeures. Il lance en ligues mineures avec des clubs affiliés aux Rays en 2000 et 2001 mais ne parvient pas à revenir au plus haut niveau, faisant de son embauche une décision fort coûteuse pour la franchise de Tampa Bay.

### Palmarès
Juan Guzmán a joué 240 matchs en 10 saisons dans le baseball majeur, tous comme lanceur partant. Sa moyenne de points mérités en carrière se chiffre à 4,08 en 1 483 manches et un tiers lancées. Il compte 91 victoires, 79 défaites, 17 matchs complets dont 3 blanchissages, et 1 243 retraits sur des prises. 
Il a connu beaucoup de succès en matchs éliminatoires : en 8 parties jouées comme lanceur partant, toujours pour Toronto de 1991 à 1993, il a remporté 5 victoires contre une seule défaite avec une moyenne de points mérités de 2,44 et 41 retraits sur des prises en 51 manches et deux tiers lancées au total. Malgré une défaite et aucune victoire dans les Séries mondiales, sa moyenne se chiffre à 2,70 avec 19 retraits sur des prises en 20 manches.